# Imago Pietatis (Giovanni Bellini)
L'Imago Pietatis o Pietà è un dipinto tempera su tavola (48x38 cm) di Giovanni Bellini, databile al 1455-1460 circa e conservato nel Museo Poldi Pezzoli di Milano.

## Storia
L'opera viene generalmente annoverata tra le opere più antiche di Giovanni Bellini, oltre che indicata come prototipo, assieme alla Pietà dell'Accademia Carrara di Bergamo, per la fortunata serie delle Pietà.
Come per tutti i dipinti per la devozione privata di Giovanni Bellini «le indicazioni sulle vicende […] molto difficilmente risalgono più indietro del principio dell'Ottocento o, al meglio, dell'ultimo scorcio del secolo precedente; i riferimenti negli inventari delle collezioni sei e settecentesche quasi mai riescono a essere messi in rapporto con esemplari superstiti».
Si è argomentato che il dipinto appartenesse (o forse fosse stato anche commissionato) a Borso d'Este ovvero con «uno quadro de legno cum uno Christo depicto de mano del Bellino» indicato nell'inventario di una stanza estense a Ferrara, tuttavia il fatto stesso che nella stessa proprietà fosse citata anche una tavola con particolari estremamente simile del Mantegna (l'Adorazione dei pastori ora a New York) rende poco plausibile questa proposta.
La prima segnalazione certa della tavola risale al 1864 quando il proprietario conte Gian Giacomo Poldi Pezzoli ne pagò il restauro a Giuseppe Molteni, curatore di Brera. Decisamente più ipotetica è l'identificazione del dipinto con una Pietà definita di Bellini vista nel 1857 da Otto Müindler a Torino presso il restauratore Carlo Arpesani. Che fosse lo stesso dipinto oppure no, probabilmente questo dipinto era negli anni sessanta dell'Ottocento nelle disponibilità dello stesso Molteni che lo rivendette al Poldi Pezzoli. Nel 1872 fu presentato al pubblico nella mostra Opere d'arte antica che raccoglieva a Brera le migliori opere conservate nelle raccolte private milanesi. Dopo la morte del conte nel 1879 il dipinto confluì nelle raccolte del nuovo Museo Poldi Pezzoli aperto al pubblico nel 1881.
Crowe e Cavalcaselle (1871) la ritennero autografa, ma Morelli (1897) la declassò ad opera di bottega, Fry (1899) e Berenson (1913) la consideravano opera di scuola e Dussler (1935) la considerava una falsa attribuzione. Invece Lionello Venturi (1907) laaveva riavvicinata al Bellini come opera probabile mentre il figlio Adolfo (1915) la riconsiderava come certa, seguito da Gronau (1930), van Marle (1935), Gamba (1937) e altri. Condivdendo queste attribuzioni Pallucchini la scelse per la grande mostra del 1949. Attualmente, isolato dal resto degli storici, Tempestini insiste ad assegnarlo alla bottega definendola «debolissimo nell'anatomia».
Fra le voci favorevoli è comunque rimasta sempre la discordanza sulla datazione dell'opera tra il 1455-1460 delle ipotesi di Longhi (1949), Pallucchini (1959) e Zeri (1975) e la seconda metà degli anni sessanta proposta dai Venturi e da Morassi (1932), avvicinata al 1460 circa da Pignatti (1969) per esempio. Il catalogo ragionato del 2019 di Lucco, Humfrey e Villa ne sposta l'esecuzione molto più avanti collocandola nel periodo 1464/1468, al contrario il Museo Poldi Pezzoli, anche dopo l'ultimo restauro e la mostra del 2012, preferisce invece approssimare la data al 1457 oppure 1457-1459.
L'opera fu restaurata dal Molteni entro il 1864, anno d'ingresso nella collezione. Nel 1948 Mauro Pellicioli eseguì una pulitura della superficie, nel 1953 Guido Gregorietti consolidò gli strati pittorici, operazione ripetuta nel 1960 dal Pelliccioli. Nell'ultimo restauro del 2011-2012 sono state rimosse le traverse sul retro, forse risalenti all'intervento del 1948 e causa di una crepa alla base del dipinto, lasciando libera la tavola di curvarsi naturalmente e poi stabilizzata con più aggiornati rinforzi. Successivamente si è provveduto alla delicata eliminazione di ritocchi e vernici aggiunte ce alla stuccatura delle lacune compensate con un rigatino in modo da renderle distinguibili dalle parti originali.

## Descrizione e stile
L'immagine si ispira alle icone dell'Acra Tapeinosis (Ἀκρα ταπείνωσις ovvero la somma umiliazione) di origine greco-bizantina e rinominate nell'uso latino imago pietatis. Quest'iconografia era particolarmente diffusa a Venezia, ancor prima della maggiore disseminazione seguita all'esposizione nella basilica di Santa Croce in Gerusalemme nel 1385 della celebre icona in micro mosaico che, secondo la leggenda, era apparsa a papa Gregorio Magno durante una messa e quindi ritenuta miracolosa. Ma oltre alla diffusione ad opera degli ordini mendicanti a Venezia era divenuta una rappresentazione istituzionale con l'ostensione nel 1345 della Pala feriale di Paolo Veneziano con i figli Luca e Giovanni nella basilica di Stato di San Marco che vedeva la centralità del pannello dell'Imago Pietatis. A Venezia quest'iconografia era certamente diffusa dal 1260 circa, sebbene non ne siano pervenuti esemplari antecedenti al piccolo Cristo Passo di Torcello dei primi anni del Trecento. A sottolineare questa diffusione è da notare a Venezia e nel Veneto l'attestazione già nel Quattrocento della definizione in lingua volgare di questa raffigurazione come Cristo Passo.
I modelli quindi non mancavano nella bottega dei Bellini, che in effetti avevano prodotto un'immagine più tradizionale per la lunetta del Trittico della Madonna e infatti il caposcuola Jacopo veniva ricordato dal Ridolfi per la «figura del Salvatore e due Angeli che pietosamente il reggevano» dipinta per la Scuola di San Giovanni Evangelista ma oggi scomparsa. Giovanni in questo caso esce dalla rappresentazione consolidata dipingendo il Cristo eretto ma dormiente e sorgente dal sarcofago inserito in un paesaggio onirico, un'idea già anticipata da Antonio Vivarini.
(Fernanda Wittgens, Il museo Poldi Pezzoli a Milano, Milano, F.lli Treves, 1937, tav. 32.)
La posizione del Cristo ripete quella "orientale" della sua autonoma Pietà di Bergamo con le braccia incrociate sul petto, braccia che ormai attualizzate nella versione occidentale usualmente ricadono più naturalisticamente sul ventre. Il riferimento all'icona greco-bizantina è preciso con la sua aureola crocesegnata, fatta salva l'aggiunta corona di spine e del paesaggio, anche se la figura singola non verrà più usata dal Giambellino, ma gli elementi della composizione persisteranno nelle sue opere successive. Infatti Bellini solo qui rifugge ogni traccia di rappresentazione narrativa isolando la figura da qualsiasi accompagnatore, siano questi gli ormai tradizionali dolenti Maria e Giovanni o una coppia di angeli.
Infatti si tratta di una andachtsbild (immagine per la meditazione), come poi questo tipo di opera verranno definite dal Panofsky, è cioè la tavola è definibile come una rappresentazione finalizzata alla meditazione sull'Eucaristia fuori da un contesto narrativo, nello spirito della devotio moderna.
Come in Vivarini il dipinto mostra il Cristo che si leva dal sepolcro scoperchiato – i cui angoli anteriori sfuggono dall'inquadratura in una enfatizzazione del ravvicinamento dell'immagine (dramatic close-up) – sullo sfondo di un paesaggio. Appena percepibile è la finitura con oro a conchiglia del bordo del sarcofago, resa vibrante da una serie di scalfitture diagonali. Il paesaggio è ben differente in Bellini, limitato ai lati dalla verticalità di due alti promontori. Su questi monti svettano un albero secco e delle piante vive; queste ultime rappresentano la rinascita e la redenzione del genere umano grazie al sacrificio del Cristo. Il paesaggio a valle si svolge mostrando, a sinistra, il serpeggiare di un fiume marginato sporadicamente da pali e a destra marcato dallo zigzagare di viottoli, salendo verso lo sfondo, che si perde nel rosa dell'aurora, è costellato da numerosi alberi. 
Precisi contributi dall'opera di Andrea Mantegna sono la citazione del tormentato profilo roccioso sullo sfondo a destra, quasi identico a quello dell'Adorazione dei pastori conservata al MET e la riproposizione speculare del volto di san Giacomo (Cappella Ovetari, riquadro del Miracolo di san Giacomo sulla via del martirio) in quello del Cristo. Ma le labbra invece leggermente schiuse nel volto di Cristo, cristallizzate in un accenno di un gemito, rimarranno tipiche di Giovanni anche nelle successive rappresentazioni del tema. Bellini riprenderà invece se stesso nel dettaglio del nodo del perizoma della vittima nella Pietà per il palazzo ducale. Rimane invece misteriosa l'anomalia iconografica dell'assenza delle stigmate sulle mani, forse dovuta a una richiesta del committente, invece predisposte nel disegno sottostante come dimostrato dalle indagini radiografiche che rivelano anche lo spostamento più in alto della ferita sul costato, invece mantenuta.
L'opera rappresenta una prima sperimentazione di Giovanni per la suggestione dei sentimenti attraverso la figura, l'ambientazione e la luce è insommaintonata a un lirismo intenso che divenne una delle caratteristiche base dell'arte di Giovanni, trasfigurando il dramma divino in un sentimento accorato e malinconico.

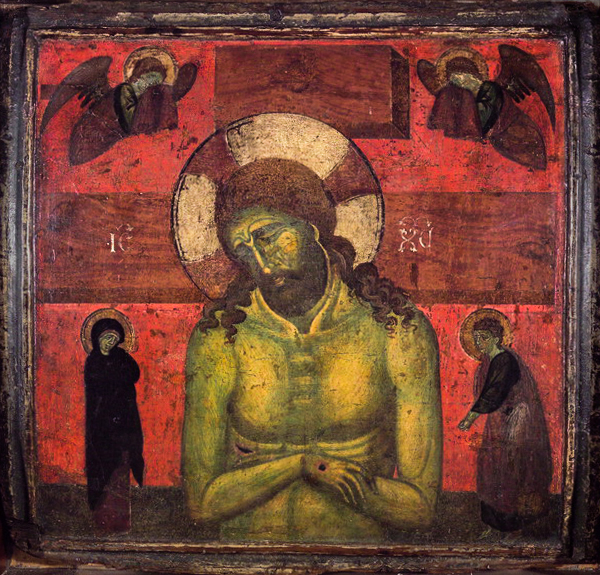
Pittore veneziano, Cristo passo, post 1300, tempera su tavola, 41x43 cm, Venezia, Museo provinciale di Torcello
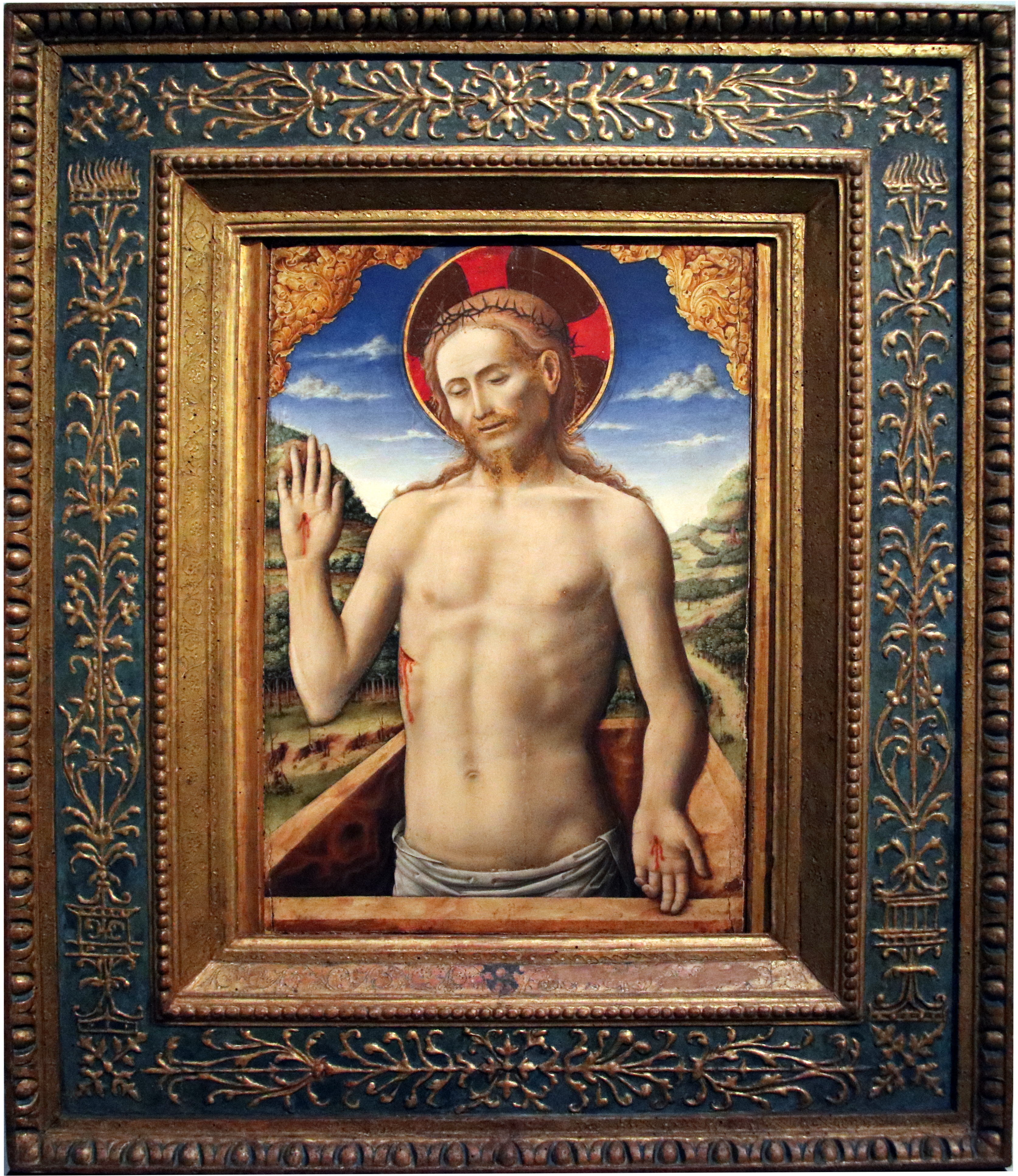
Antonio Vivarini, Cristo che sporge dal sepolcro, 1450 circa, olio su tavola, 59x44,5 cm, Bologna, Pinacoteca Nazionale
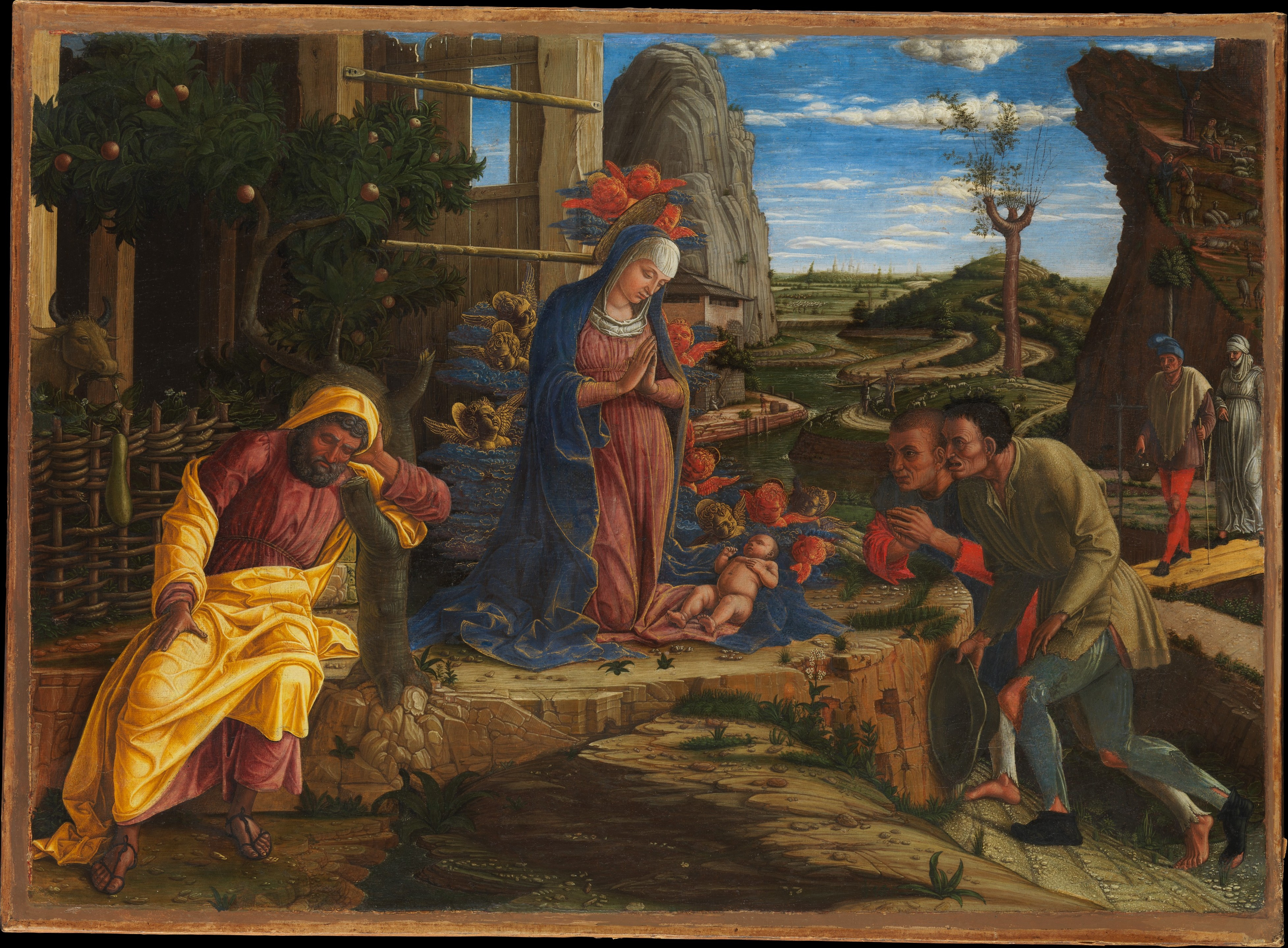
Andrea Mantegna, Adorazione dei pastori, 1450, tempera su tela, 40x55,6 cm, New York, Metropolitan Museum
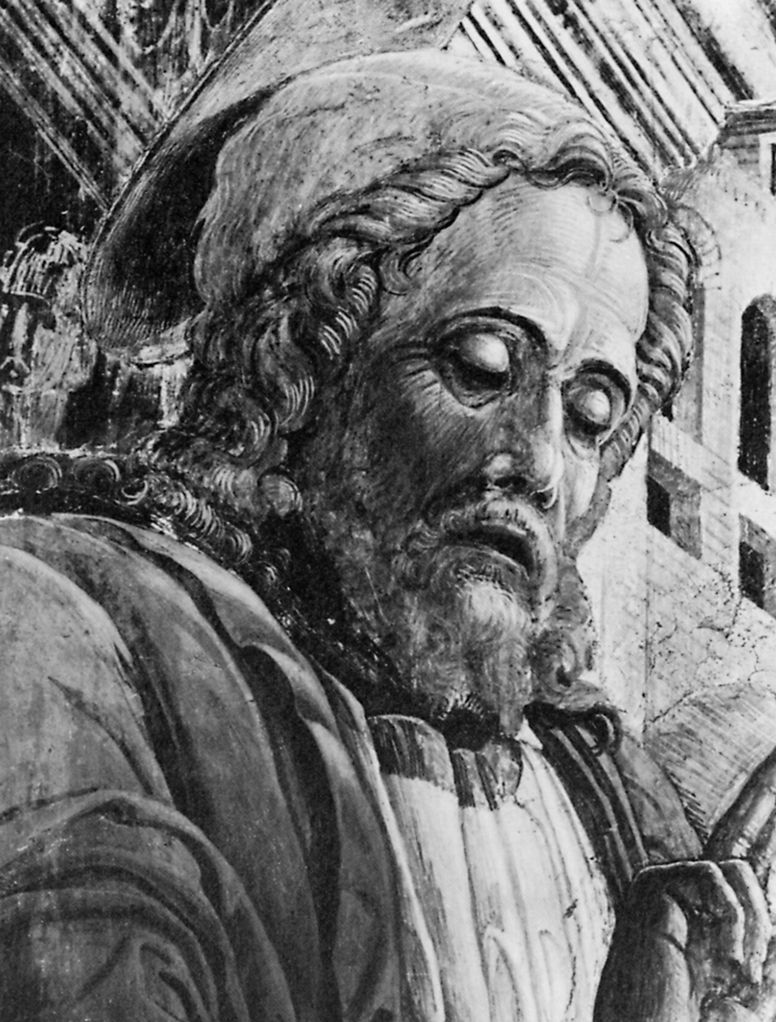
Andrea Mantegna, Miracolo di san Giacomo sulla via del martirio (particolare), 1457 circa, affresco, Padova; Cappella Ovetari
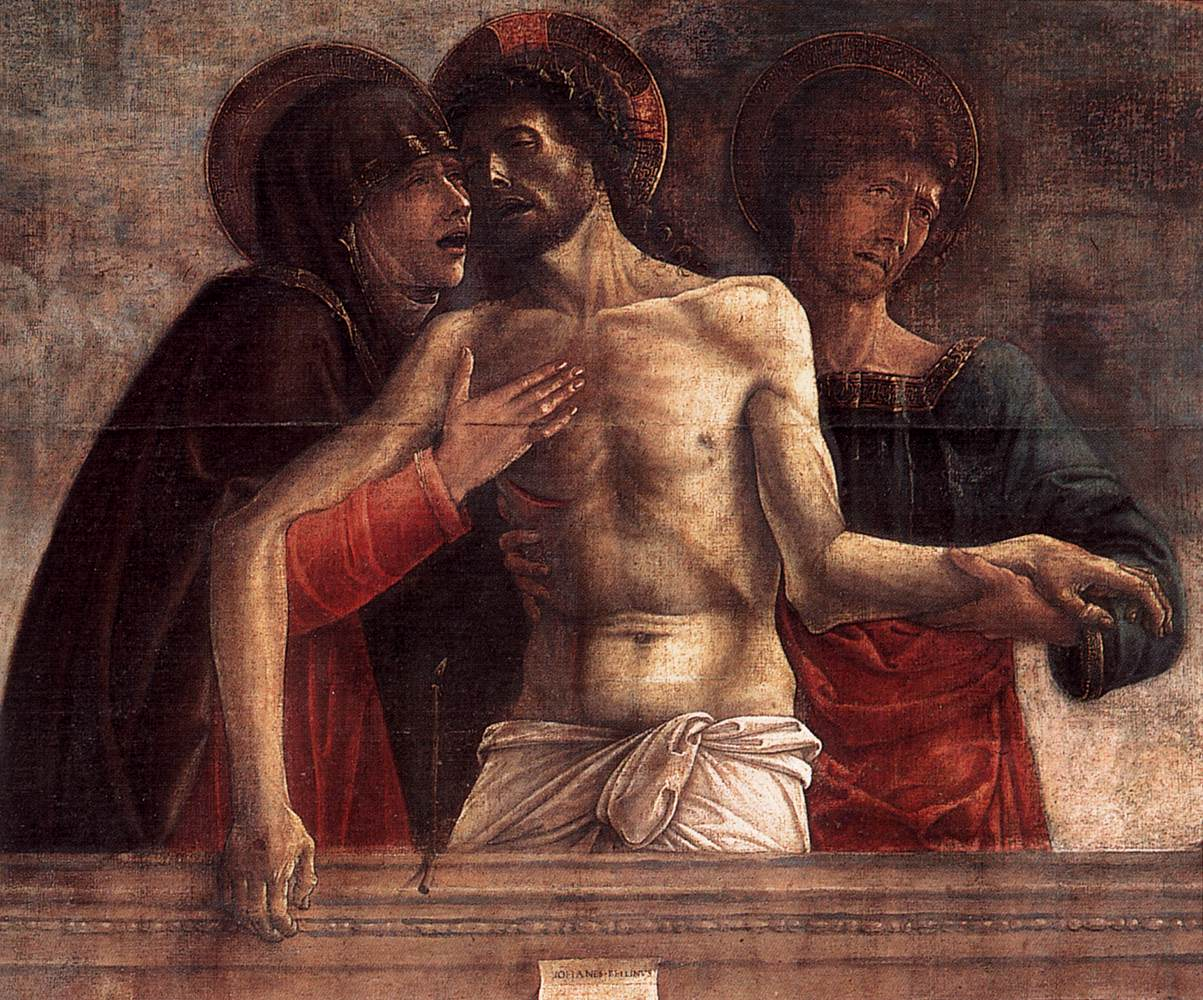
Giovanni Bellini, Compianto su Cristo morto, fra san Marco e san Nicolò (particolare), 1472, olio (?) su tela, 116x319 cm, Venezia, Palazzo Ducale